# 장 콕토
장 모리스 외젠 클레망 콕토(Jean Maurice Eugène Clément Cocteau, 1889년 7월 5일 ~ 1963년 10월 11일)는 프랑스의 시인, 소설가, 극작가, 영화 감독이다.

## 생애
파리의 근교 메종라피트(Maisons-Laffitte)에서 출생하였으며, 학교를 싫어하여 문학적 사교계에 출입하였다. 당시 여성 예술가들과 친분을 유지하며 다다이즘 시인으로서 출발하였다. 제1차 세계대전 후 전위파 시인으로 두각을 나타내어 1917년 사티·피카소·디아길레프와 함께 《파라드》, 《지붕 위의 황소》, 《에펠탑의 신랑 신부》등 초현실주의적인 작품을 발표하며 시·음악·회화·무용 등의 총화를 꿈꾸었다.
그 후 여러 분야에서 활동하였으며, 연극에 있어서도 역사·풍속·탐정·발레 등으로 여러 형태의 작품을 만들어 마술사라는 소리를 들었다. 시작 전념 시기를 거쳐, 1926년부터 극작으로 되돌아와 <로미오와 줄리엣> <오르페> <안티고네> <지옥의 기계> 등 고전적 명작의 현대화를 시도했다. 1930년 코메디 프랑세즈의 상연종목이 된 <소리>를 비롯하여, 그 후 모든 장르와 모든 테마를 이용하여 재기(才氣)에 넘치는 작품을 차례로 발표해 나갔다. <르노와 알미드> <쌍두의 독수리> <무서운 어버이들> 등이 그 대표작이다.
1930년 전위적인 작품 《시인의 피》로써 본격적으로 극 영화 제작에 나섰다. 1955년 프랑스 예술원 회원이 되고, 프랑스 문화계의 중심 인물이 되었다. 작품으로 소설 《사기꾼 토마》, 《무서운 아이들》, 희곡 《지옥의 기계》, 《무서운 어른들》, 시나리오 《비련》, 《미녀와 야수》, 《오르페》 등이 있다.
장르를 넘나드는 화려한 예술적 역량은 한 장르 안에서도 갖가지 시도와 실험으로 다채로운 색채를 보여주고 있는데, 가령 희곡 장르만 하더라도, 동시대 예술가들(피카소, 마티스, 밀로, 에리크 사티, 스트라빈스키, 디아길레브 등)들과 협업하여 초현실주의를 표방하는 발레극, 오페라극(《퍼레이드》, 《지붕위의 황소》)을 시도하였는가 하면, 신화를 재해석하여 새로운 버전으로 발표하였으며(《오르페우스》, 《지옥의 기계》, 《앙티곤느》), 셰익스피어의 희곡에 미학적 수술을 감행하여 새로운 셰익스피어를 선보였고(《로미오와 줄리엣》), 부르주아 연극과 낭만주의 연극, 자연주의 연극을((《쌍두 독소리》, 《성스런 괴물들》, 《무서운 부모들》 등) 시도하는 등 다양한 연극적 경험들을 보여주었다.

## 같이 보기
- 앙드레 브르통

## 참고 자료
- 이 문서에는 다음커뮤니케이션(현 카카오)에서 GFDL 또는 CC-SA 라이선스로 배포한 글로벌 세계대백과사전의 내용을 기초로 작성된 글이 포함되어 있습니다.
- 본 문서에는 지식을만드는지식에서 CC-BY-SA 3.0으로 배포한 책 소개글을 기초로 작성된 내용이 포함되어 있습니다.